# Lonesome Crow

Vinylausgabe

Lonesome Crow ist das erste Studioalbum der deutschen Hard-Rock-Band Scorpions und das einzige mit Lothar Heimberg am Bass und Wolfgang Dziony am Schlagzeug. Zudem ist es auch die einzige Platte mit Michael Schenker, dem Bruder von Rudolf Schenker, als „vollwertigem“ Gitarristen und Komponisten. Das Album wurde innerhalb von nur einer Woche produziert und im Jahr 1972 veröffentlicht.

## Entstehung, Merkmale und Bedeutung

### Produktionsgeschichte
Nachdem der Gitarrist Rudolf Schenker 1965 die Band Scorpions gründete, dauerte es noch einige Jahre, bis man sich in der Besetzung zusammenfand, unter der schließlich dieses Debüt-Album eingespielt wurde. So war z. B. Harald Grosskopf lediglich im Jahr 1967 als Schlagzeuger der Band in Erscheinung getreten. Als 1969 Sänger Klaus Meine und Schenkers Bruder Michael zu der Band stießen, schrieben die fünf Bandmitglieder ihre Lieder von vornherein in englischer Sprache, da man von Anfang an das Ziel verfolgte, nicht nur als deutsche Krautrock-Band bekannt zu werden, sondern später einmal die ganze Welt mit „Hard Rock - Made in Germany“ zu erobern. 1971 unterschrieb die Gruppe ihren ersten Plattenvertrag, ein Jahr später entstand schließlich das Debüt-Album der Band unter der Leitung von Conny Plank, den die Band durch die Arbeit an dem Anti-Drogen Film Das kalte Paradies kennenlernte. Klaus Meine erinnerte sich später, dass er dem Produzenten sagte, dass die Scorpions eines Tages in England spielen würden und „Plank nur lächelte“ (Metal-Hammer-Interview, 1984). „Ihr habt keine Chance, es gibt so viele gute Musiker da, ihr werdet nie dort spielen. Vergiss es!“, wird Plank weiterhin zitiert. Meine ist dem Produzenten allerdings bis heute für diese Worte dankbar, da sie für ihn einen weiteren Motivationsanschub darstellten, das gesetzte Ziel auch zu erreichen.

### Musikalischer Stil
Lonesome Crow unterstreicht, dass die Scorpions nicht nur aufgrund ihrer Textsprache für deutsche Verhältnisse gerade in dieser Zeit einzigartig waren. So enthält dieses Album teilweise auch Elemente aus dem Psychedelic Rock. Insbesondere der Titelsong, der mit einer Spieldauer von dreizehneinhalb Minuten das längste Stück der Band darstellt, ist von diesem progressiven Stil geprägt. Die Platte verarbeitet teils auch leichte Elemente aus dem Jazz und ist zudem auch das einzige Album der Band, welches sich auch zum sogenannten Krautrock zuordnen ließe, wobei Lonesome Crow insgesamt im Vergleich zu anderen Stücken dieser Stilrichtung deutlich härter ist und sich daher – wie von der Band beabsichtigt – von dieser Musikrichtung abzuheben versuchte.

### Songwriting und Merkmale der Texte
Aufgrund ihres Ziels war der Band recht früh klar, dass ihre Texte in englischer Sprache verfasst werden sollten. Gerade am Anfang ihrer Karriere fiel ihnen dies wohl noch etwas schwer. So bestehen die einzelnen Songs hauptsächlich aus Instrumental-Passagen, statt aus Refrains und längeren Strophen, dementsprechend knapp stellen sich auch die Texte dar. Dies änderte sich bereits beim Nachfolger Fly to the Rainbow (1974). Lonesome Crow ist die einzige Scheibe der Band, auf der die Autorenschaft für alle Lieder übereinstimmt. Bei allen sieben Songs waren die beiden Schenker-Brüder für die Musik und die übrigen drei Bandmitglieder für das Schreiben der Texte verantwortlich. Beim Nachfolge-Album kristallisierten sich dagegen Rudolf Schenker und Klaus Meine als die Hauptkomponisten der Band heraus, später auch z. B. mit Unterstützung des Schlagzeugers Herman Rarebell.

### Albumtitel
Obwohl das Debütalbum der Scorpions ganz offiziell den Namen Lonesome Crow trägt, gab es bei den zahlreichen unterschiedlichen Veröffentlichungen die unterschiedlichsten Alternativtitel. So erschien das Album beispielsweise auf dem Label Karussell unter dem Titel Action auf CD. Auf dem Cover dieser Ausgabe ist ein Gruppenfoto aus den späteren 80er-Jahren zu sehen, auf dem nur noch Klaus Meine und Rudolf Schenker von den Gruppenmitgliedern, die bei Lonesome Crow mitwirkten, zu sehen sind. Dieser Titel wurde allerdings schon für eine LP-Veröffentlichung im Jahr 1980 verwendet. Außerdem erschien das Album 1976 auch als Gold Rock und 1978 unter dem Titel Starlight, alle mit völlig unterschiedlichen Covermotiven.

### Albumcover
Aufgrund des hohen Alters des Albums und der wechselnden Medien der Musikspeicherung wurde Lonesome Crow mehrere Male neu veröffentlicht und dementsprechend auch im Laufe der Zeit unter leicht abweichenden Covermotiven veröffentlicht. Das hauptsächliche Grundmotiv des Albums zeigt eine ausgestreckte männliche linke Hand über einem Skorpion. Auf dem verletzten Zeigefinger sowie auf dem Skorpionenschwanz ist Blut zu sehen, was wiederum bedeutet, dass der Mann von dem Skorpion in den Finger gestochen worden ist. Eine selten verwendete Coveridee zeigt eine helle, winterliche Landschaft, in dessen Hintergrund die Umrisse eines Skorpiones zu erkennen sind. Dieses Covermotiv wurde z. B. für die französische Veröffentlichung des Albums verwendet.

### Tournee
Der Veröffentlichung des Albums folgte eine Deutschland-Tournee als Vorgruppe von Rory Gallagher, Uriah Heep, Atomic Rooster und UFO. Diese kostete die Band jedoch ihren Gitarristen, denn nachdem Michael Schenker UFO bei einigen der gemeinsamen Konzerte als Gitarrist ausgeholfen hatte, wurde er schließlich von den Briten fest angestellt und verließ damit die Scorpions Richtung England, was zu einer zwischenzeitlichen Auflösung der Band führte. Insgesamt spielten die Scorpions über 130 Konzerte im Jahr 1972.

### Kritik und Verkauf
Barry Weber schrieb zu dem Album auf allmusic.com folgendes: „Als eine Besonderheit der Scorpions konzentriert sich Lonesome Crow auf tiefe und dunkle Melodien, die wie eine schlechte Kombination aus Black Sabbath, Led Zeppelin und den Rolling Stones klingt. Obwohl Michael Schenker einige starke Gitarrenmelodien beisteuert, gelingt es dem Album nicht echtes Interesse zu gewinnen. Klaus Meines Stimme, welche sonst gewöhnlich die Tenorstufe erreicht, ist flach und fade. Trotz der Harmonik ist Lonesome Crow eine der schwächeren Scorpions-Veröffentlichungen“. (Übersetzt)
Das Album wurde auch von einer lokalen Plattenfirma in Chicago, USA veröffentlicht, wo es sich rund 25.000 Mal verkaufte. Weltweit wurden von der Scheibe bis heute über eine Million Exemplare verkauft.

## Titelliste
1. I’m Going Mad – 4:53
2. It All Depends – 3:26
3. Leave Me – 5:04
4. In Search of the Peace of Mind – 4:59
5. Inheritance – 4:40
6. Action – 3:54
7. Lonesome Crow – 13:30

## 2001 Re-Release Bonustracks
1. Crying Days
2. Catch Your Train
3. Virgin Killer (vom Album Virgin Killer)

## Andere Lieder-Versionen
Auf ihrem ersten Live-Album Tokyo Tapes veröffentlichten die Scorpions 1978 eine Aufnahme des Liedes In Search of the Peace of Mind, welche sich jedoch etwas kürzer als die ursprüngliche Studioversion präsentiert.
Auf dem 1997er-Album The Michael Schenker Story Live (in Tokyo) von der The Michael Schenker Group/MSG, interpretiert die Gruppe das erste von Michael Schenker, im Alter von 15 Jahren, komponierte Lied In Search of the Peace of Mind.
Das im Januar 2021 erschienene Studioalbum von Michael Schenker/MSG, mit dem Titel Immortal – Michael Schenker 50th Anniversary, enthält eine Neuaufnahme von In Search of the Peace of Mind, in einer längeren Version von 6:27 Minuten, da Michael Schenker das Lied mit einem ausgedehnten und neu geschriebenen Solo beendet.